# Socratea rostrata
Socratea rostrata är en enhjärtbladig växtart som beskrevs av Karl Ewald Maximilian Burret. Socratea rostrata ingår i släktet Socratea och familjen Arecaceae. Inga underarter finns listade i Catalogue of Life.